# Galassia luminosa all'infrarosso

La Ultraluminous Infrared Galaxy IRAS 19297-0406

Una galassia luminosa all'infrarosso (o Luminous infrared galaxy - LIRG) è un corpo galattico con delle caratteristiche tali da farle emettere oltre 1011 la luminosità solare nella parte dello spettro elettromagnetico del lontano infrarosso. Un sistema più luminoso, che emetta 1012 volte la luminosità del Sole nel lontano infrarosso, è chiamato galassia ultraluminosa all'infrarosso (Ultra-luminous infrared galaxy - ULIRG), mentre un sistema ancora più luminoso, che emetta 1013 luminosità solari nel lontano infrarosso è chiamato galassia iperluminosa all'infrarosso (Hyper-luminous infrared galaxy - HLIRG). Gran parte di queste ultime emettono fino al 90% della loro luce totale nella banda dell'infrarosso.
Molte di queste due ultime classi mostrano segni di recenti o continue interazioni e disgregazioni; alcune sono galassie starburst ed altre contengono nuclei attivi. In media, le ULIRG producono circa 100 nuove stelle all'anno (per paragone, la Via Lattea ne produrrebbe appena una all'anno) e sono implicate in una varietà di fenomeni astrofisici interessanti, fra cui la formazione dei quasar e delle galassie ellittiche; gli esempi locali di ULIRG sono spesso usati come analogia alla formazione delle galassie con alti redshift. Le ULIRG sembrano essere immerse nell'alone di materia oscura con masse dell'ordine di trilioni di masse solari.
Recentemente (2015) è stata scoperta una galassia remota (WISE J224607.57-052635.0) con una luminosità pari a 3×1014 (300 trilioni) volte la luminosità del Sole, una nuova categoria che viene definita galassia estremamente luminosa all'infrarosso (o Extremely Luminous Infrared Galaxy - ELIRG).